# 구리나자
구리나자(중국어: 古力娜扎, 병음: Gǔlì Nàzhā, 한자음: 고력나찰)로 잘 알려진 구리나자얼바이허티야얼(중국어: 古力娜扎爾·拜合提亞爾, 병음: Gǔlìnàzhāer Bàihétíyàer, 한자음: 고력나찰배합제아이, 위구르어: گۈلنەزەر بەختىيار, Gülnezer Bextiyar 귈네제르 베흐티야르, 1992년 5월 2일 ~ )는 중화인민공화국의 배우, 모델이다. 2015년 베이징 영화 학원을 졸업하였다.

## 출연 작품
- 선검운지범
- 게임의 규칙
- 봉인기악대
- 진삼국무쌍 - 초선 역